# 余燕生
余燕生（1923年2月18日—2013年6月10日），安徽省合肥縣人，中华民国陸軍将领。

## 生平
中華民國陸軍官校第18期戰車兵科、中華民國陸軍官校第18期戰車兵科及指揮參謀學校正規班第9期畢業。曾任裝甲兵學校校長。1983年11月至1986年4月，担任中華民國國防部中將常務次長。2013年6月10日去世。

## 外部連結
- 国军装甲兵作战点滴-余燕生将军口述历史访问记录[]